# Золотий м'яч 1991
«Золотий м'яч 1991»

24 грудня 1991
Найкращий футболіст Європи: 
 Жан-П'єр Папен
 (вперше)

← 1990 * Золотий м'яч * 1992 →
Золотий м'яч 1991 року — 36-те щорічне вручення нагороди найкращому футболісту Європи, за підсумками опитування від журналу «Франс Футбол».

## Процедура голосування
Участь у голосуванні за визначення найкращого футболіста в Європі взяли представники 29 футбольних асоціацій УЄФА, зокрема: Австрії, Албанії, Англії, Бельгії, Болгарії, Греції, Данії, Ірландії, Ісландії, Іспанії, Італії, Кіпру, Люксембургу, Мальти, Нідерландів, Польщі, Португалії, Румунії, СРСР, Туреччини, Угорщини, Фінляндії, Франції, Німеччини, Чехословаччини, Швейцарії, Швеції, Шотландії та Югославії. Вперше участь в голосуванні взяли представники Кіпру, натомість зникли зі світової карти НДР. СРСР вчетверте поспіль представляв журналіст українського видання «Спортивна газета».
Кожен із членів журі обирав п'ятьох футболістів, які, на його думку, є найкращими гравцями Європи. За перше місце нараховували 5 очок, за друге — чотири, за третє — три, за четверте — два, за п'яте — одне очко. Переможець максимально міг отримати 145 очок.
Результати голосування були опубліковані 24 грудня 1991 року в журналі France Football (№ 2385).

## Підсумки голосування
Володарем нагороди став 28-річний французький нападник клубу «Олімпік» (Марсель) Жан-П'єр Папен.
Француз був відзначений в усіх 29 анкетах респондентів, зокрема у 26 — на першому місці. У підсумку він набрав 97,2 % максимально можливої кількості очок.
Жан-П'єр Папен став третім французьким футболістом в історії, після Раймона Копа (1958) та Мішеля Платіні (1983, 1984, 1985), який виграв це трофей.
З великим відставанням від переможця на другому місці розташувалися одразу троє футболістів, зокрема: переможці кубка чемпіонів у складі «Црвени Звезди» Деян Савичевич та Дарко Панчев, а також торішній лауреат нагороди Лотар Маттеус.
| Місце | Гравець              | Клуб                            | Країна     | Очки | %      | Місця | Місця | Місця | Місця | Місця | К-ть голосів |
| Місце | Гравець              | Клуб                            | Країна     | Очки | %      | 1-ше  | 2-ге  | 3-тє  | 4-те  | 5-те  | К-ть голосів |
| ----- | -------------------- | ------------------------------- | ---------- | ---- | ------ | ----- | ----- | ----- | ----- | ----- | ------------ |
| 1     | Жан-П'єр Папен       | Олімпік (Марсель)               | Франція    | 141  | 97.2 % | 26    | 2     | 1     |       |       | 29           |
| 2     | Деян Савичевич       | Црвена Звезда                   | Югославія  | 42   | 29 %   | 2     | 5     | 2     | 3     |       | 12           |
| 2     | Дарко Панчев         | Црвена Звезда                   | Югославія  | 42   | 29 %   |       | 6     | 5     | 1     | 1     | 13           |
| 2     | Лотар Маттеус        | Інтернаціонале                  | Німеччина  | 42   | 29 %   |       | 4     | 4     | 6     | 2     | 16           |
|       |                      |                                 |            |      |        |       |       |       |       |       |              |
| 5     | Роберт Просинечки    | Црвена Звезда Реал Мадрид       | Югославія  | 34   | 23.4 % |       | 5     | 2     | 3     | 2     | 12           |
| 6     | Гарі Лінекер         | Тоттенгем Готспур               | Англія     | 33   | 23.4 % | 1     | 1     | 5     | 2     | 5     | 14           |
| 7     | Джанлука Віаллі      | Сампдорія                       | Італія     | 18   | 12.4 % |       | 1     | 1     | 5     | 1     | 8            |
| 8     | Міодраг Белодедич    | Црвена Звезда                   | Румунія    | 15   | 10.3 % |       | 3     | 1     |       |       | 4            |
| 9     | Марк Г'юз            | Манчестер Юнайтед               | Уельс      | 12   | 8.3 %  |       |       | 1     | 3     | 3     | 7            |
| 10    | Кріс Водл            | Олімпік (Марсель)               | Англія     | 11   | 7.6 %  |       | 2     | 1     |       |       | 3            |
|       |                      |                                 |            |      |        |       |       |       |       |       |              |
| 11    | Мікаель Лаудруп      | Барселона                       | Данія      | 7    | 4.8 %  |       |       | 1     | 1     | 2     | 4            |
| 12    | Руді Феллер          | Рома                            | Німеччина  | 5    | 3.4 %  |       |       |       | 2     | 1     | 3            |
| 13    | Чікі Беґірістайн     | Барселона                       | Іспанія    | 3    | 2.1 %  |       |       | 1     |       |       | 1            |
| 13    | Бруно Мартіні        | Осер                            | Франція    | 3    | 2.1 %  |       |       | 1     |       |       | 1            |
| 13    | Пол Макграт          | Астон Вілла                     | Ірландія   | 3    | 2.1 %  |       |       | 1     |       |       | 1            |
| 13    | Дін Сондерс          | Дербі Каунті Ліверпуль          | Уельс      | 3    | 2.1 %  |       |       | 1     |       |       | 1            |
| 13    | Христо Стоїчков      | Барселона                       | Болгарія   | 3    | 2.1 %  |       |       | 1     |       |       | 1            |
| 13    | Стефан Шапюїза       | Юрдінген 05 Боруссія (Дортмунд) | Швейцарія  | 3    | 2.1 %  |       |       |       | 1     | 1     | 2            |
| 19    | Роберто Манчіні      | Сампдорія                       | Італія     | 2    | 1.4 %  |       |       |       | 1     |       | 1            |
| 19    | Марко ван Бастен     | Мілан                           | Нідерланди | 2    | 1.4 %  |       |       |       | 1     |       | 1            |
| 21    | Лоран Блан           | Монпельє Наполі                 | Франція    | 1    | 0.7 %  |       |       |       |       | 1     | 1            |
| 21    | Гвідо Бухвальд       | Штутгарт                        | Німеччина  | 1    | 0.7 %  |       |       |       |       | 1     | 1            |
| 21    | Рууд Гулліт          | Мілан                           | Нідерланди | 1    | 0.7 %  |       |       |       |       | 1     | 1            |
| 21    | Томас Долль          | Гамбург Лаціо                   | Німеччина  | 1    | 0.7 %  |       |       |       |       | 1     | 1            |
| 21    | Гі Еллерс            | Стандард (Льєж)                 | Люксембург | 1    | 0.7 %  |       |       |       |       | 1     | 1            |
| 21    | Штефан Еффенберг     | Баварія (Мюнхен)                | Німеччина  | 1    | 0.7 %  |       |       |       |       | 1     | 1            |
| 21    | Олексій Михайличенко | Сампдорія Рейнджерс             | СРСР       | 1    | 0.7 %  |       |       |       |       | 1     | 1            |
| 21    | Гарі Паллістер       | Манчестер Юнайтед               | Англія     | 1    | 0.7 %  |       |       |       |       | 1     | 1            |
| 21    | Джанлука Пальюка     | Сампдорія                       | Італія     | 1    | 0.7 %  |       |       |       |       | 1     | 1            |
| 21    | Дімітріс Саравакос   | Панатінаїкос                    | Греція     | 1    | 0.7 %  |       |       |       |       | 1     | 1            |
| 21    | Георге Хаджі         | Реал Мадрид                     | Румунія    | 1    | 0.7 %  |       |       |       |       | 1     | 1            |

## Цікаві факти
- Розподіл за амплуа серед 31 футболіста згаданих в анкетах наступний: 2 воротарі, 5 захисників, 6 півзахисників та 18 нападників.[1]
- Жан-П'єр Папен став 27-м футболістом володарем нагороди «Золотий м'яч».
- Вперше одразу три гравці розділили друге місце (у 1972 році таких було два).
- Жан-П'єр Папен втретє потрапив у підсумковий залік опитування. У 1989 році французький гравець набравши 10 очок посів 10 місце, а у 1990 — 11 місце (3 очки).
- Жан-П'єр Папен переміг з рекордним показником за кількістю набраних очок — 141 із 145. Хоча за показником максимально можливої кількості очок (97,24 %) цей результат став лише 4-м, поступаючись показникам Мішеля Платіні — 98,46 % (1984), 97,69 % (1985) та Карла-Гайнца Румменігге — 97,60 % (1980).
- Жан-П'єр Папен також переміг з найбільшою різницею очок над переслідувачами — 99 очок. А за відсотками максимально можливої кількості очок над найближчим конкурентом — 68,28 % (97,24 % проти 28,97 %) француз поступається лише показнику Карлу-Гайнцу Румменігге 1980 року — 70,4 % (97,6 % проти 27,2 %).
- Увосьме в історії вручення нагороди за переможця віддали свої голоси респонденти усіх країн, що взяли участь в опитуванні. Раніше усі голоси респондентів отримували Йоган Кройф (1974), Олег Блохін (1975), Кевін Кіган (1979), Карл-Гайнц Румменігге (1980), двічі Мішель Платіні (1984, 1985) та Марко Ван Бастен (1988).
- Представник Франції вп'яте виграв трофей «Золотий м'яч». Лідерами за цим показником були Німеччина та Нідерланди — по 6 нагород, у Англії — 4, в Іспанії, Італії та СРСР — по 3 нагороди.
- «Олімпік» став 17-м клубом, представник якого виграв трофей «Золотий м'яч». Найбільше таких нагород було у «Ювентуса» та «Баварії» — по 5, «Мілана» — 4, у «Манчестер Юнайтед», «Реала» (Мадрид), «Барселони» — по 3 нагороди.
- Згадані в анкетах гравці (загалом 31) представляли 16 країн, з них найбільше було від Німеччини — 5, Англії, Італії, Югославії та Франції — по 3, Нідерландів, Румунії та Уельса — по 2 гравці.
- Вперше з 1980 року були відсутні представники Бельгії.
- Шостий рік поспіль в анкетах респондентів не було жодного гравця з Угорщини.
- Представники Німеччини 35 роки поспіль згадувалися в анкетах респондентів. Усього за 36 років вручення нагороди футболісти Німеччини згадувалися в анкетах хоча б одного разу у 35-ти опитуваннях, італійські гравці згадувалися у 34-х опитуваннях, футболісти Англії — у 32-х, Франції та Іспанії — у 31-му, СРСР — у 29-ти, Швеції, Нідерландів та Югославії — у 24-х, Шотландії — у 23-х, Португалії — у 22-х, Бельгії — у 21-му, Угорщини — у 20-ти опитуваннях.
- Олексій Михайличенко став останнім представником СРСР згаданим респондентами в опитуваннях «Франс Футбол».
- Німецькі футболісти найчастіше потрапляли в загальний залік опитувань — 138 разів, італійські — 104, англійські — 102, радянські — 66, французькі — 63, нідерландські — 60, іспанські — 56, угорські — 50 разів.
- Вперше лауреатом трофею став представник французької першості. Лідером за цим показником залишався італійський чемпіонат — 10 трофеїв, у німецької першості було 8 трофеїв, у іспанської — 6, англійської — 4 трофеї.
- Всього в анкетах були згадані гравці із 21 клубу, серед них найбільше було представників «Црвена Звезди», «Сампдорії» та «Барселони» — по 3, «Мілана», «Манчестер Юнайтед», мадридського «Реала» та марсельського «Олімпіка» — по 2 гравці.
- Всього за 36 років проведення опитувань в анкетах були згадані 452 футболісти зі 168 клубів. Футболісти «Ювентуса» та мадридського «Реала» були згадані в опитуваннях хоча б одного разу у 26-ти випадках, «Інтернаціонале» — у 24-х, «Барселони» — у 23-х, «Баварії» та «Мілана» — у 22-х, «Манчестер Юнайтед» — у 21-му, «Кельна» та «Тоттенгем Готспур» — у 16-ти, «Црвена Звезди» — у 15-ти, «Бенфіки», «Аякса», празької «Дукли», «Ліверпуля» та київського «Динамо» — у 14-ти випадках.
- Лідером за кількістю футболістів, які фігурували в опитуваннях щотижневика «Франс Футбол» був «Ювентус» — 22 гравці, мадридський «Реал» представляв 21 гравець, «Барселону» — 18, «Мілан» та «Манчестер Юнайтед» — по 16, «Інтернаціонале» — 14, «Кельн», «Ліверпуль» та київське «Динамо» — по 12, «Аякс» — 11, «Андерлехт», «Баварію», «Бенфіку» та «Црвену Звезду» по 10 футболістів.
- Вдруге в історії нагороди (вперше у 1989 році) не було жодного клубу-дебютанта опитувань.
- Вперше в опитуваннях були згадані 14 футболістів, серед яких майбутній володар «Золотого м'яча» Христо Стоїчков.
- Згадані в анкетах футболісти (загалом 452) за історію проведення опитування представляли 28 країн. Лідерами за кількістю таких футболістів були Німеччина — 45, Англія — 43 та Італія — 39 гравців. У десятку лідерів також входили Франція — 30, СРСР — 29, Іспанія — 26, Нідерланди — 24, Югославія — 23, Угорщина — 18, а також Чехословаччина та Швеція — по 17 гравців.
- Рекордсменами за кількістю попадань у заліки опитувань залишалися Франц Бекенбауер та Йоган Кройф — в обох по 12 номінацій, у Еусебіу та Мішеля Платіні було 11 номінацій, у Льва Яшина, Джанні Рівери, Герда Мюллера — по 10, у Боббі Чарлтона та Сандро Маццоли — було по 9 номінацій.
- Лідером за кількістю потраплянь у чільну п'ятірку залишався Франц Бекенбауер — 10 разів, далі розташовувалися Мішель Платіні — 8, Йоган Кройф — 7, Еусебіу — 6, а також Карл-Гайнц Румменігге та Луїс Суарес — по 5 разів.
- Франц Бекенбауер також залишався лідером за кількістю потраплянь у 10-ку найкращих — 11 разів, за ним йшли Мішель Платіні та Йоган Кройф — по 9, Еусебіу, Джанні Рівера та Герд Мюллер — по 8, Боббі Чарлтон та Карл-Гайнц Румменігге — по 7 разів.